# Томенко Григорій Олексійович
Григо́рій Олексі́йович Томе́нко (нар. 16 листопада 1915, Велика Рогозянка — пом. 24 жовтня 1994, Харків) — український живописець, графік, плакатист; член Харківської організації Спілки радянських художників України з 1942 року. Заслужений діяч мистецтв УРСР з 1960 року, народний художник УРСР з 1966 року.

## Біографія
Народився 3 [16] листопада 1915 року в селі Великій Рогозянці (нині Богодухівський район Харківської області, Україна). Протягом 1934—1938 років навчався у Харківському художньому технікумі; у 1938—1942 роках — у Харківському художньому інституті, де його викладачами були зокрема Митрофан Федоров, Олексій Кокель, Семен Прохоров, Олександр Хвостенко-Хвостов.
У Червоній армії з 1 травня 1943 року. Призваний Сіабським районним війсовим комісаріатом міста Самарканда. Служив у 17-му окремому батальйоні аеродромного обслуговування.
В 1947—1953 роках викладав у Харківському художньому інституті (доцент з 1949 року). Член ВКП(б) з 1948 року. Жив у місті Харкові, в будинку на вулиці Культури, № 9, квартира 46 (будинок «Слово»). Помер у Харкові 24 жовтня 1994 року.

## Творчість
Працював в галузі станкового живопису і станкової графіки. Писав тематичні картини, присвячені сучасності і історичному минулому. Серед робіт:
- «Портрет Володимира Леніна» (1948);
- «Заочники» (1954);
- «На роботу» (1957);
- «Доярки» (1957);
- «Опівдні» (1957, Національний музей у Львові);
- «Гості з Закарпаття на Полтавщині» (1960);
- «Майбутні хлібороби» (1960);
- «Молодіжна весна» (1960—1961);
- «...Громадою обух сталить...» (1961, Житомирський краєзнавчий музей);
- «Учитель і друг» (1963);
- «Над Дніпром» (1964);
- «Чабан» (1965);
- «Улюблені вірші» (1965, Харківський художній музей);
- «Незабаром весна» (1967);
- «Свіжа пошта» (1967);
- «Перші радощі» (1967—1968);
- «Травневий ранок» (1970);
- «Широке поле» (1974);
- «Веселка у полі» (1975);
- «Наставник» (1979);
- «Вечірня пісня» (1985);
- «Широке поле» (1985);
- «І буде син, і буде мати» (1988).

Виконав графічний портрет Тараса Шевченка.
Брав участь у республіканських виставках з 1945 року, всесоюзних та зарубіжних — з 1951 року. Індивідуальна виставка відбулася в Харкові у 1959, 1965, 1975, 1986 роках; Одесі у 1959 році; Львові у 1966 році; Київ у 1968 році; смт Золочеві у 1990 році. 1975 року вийшов альбом репродукцій художника зі вступним словом О. Фадеєвої.